# Hôtel de Chabouillé
L'hôtel de Chabouillé, ou maison de François-Ier, est un bâtiment situé à Moret-Loing-et-Orvanne, en France. Il est classé aux monuments historiques depuis 2002.

## Situation et accès
L’édifice est situé dans la cour de l'hôtel de ville, lui-même au no 26 de la rue Grande, dans le centre-ville de Moret-sur-Loing (commune déléguée de Moret-Loing-et-Orvanne). Plus largement, il se trouve dans le département de Seine-et-Marne, en région Île-de-France.

## Histoire
La maison est d'abord élevée vers 1527. En 1823, elle est déplacée à Paris, au no 2 de la rue Bayard. Vendue en 1955, sa façade est démontée pour être installée dans la cour de l'hôtel de ville de Moret-sur-Loing où elle est toujours exposée.

## Statut patrimonial et juridique
La maison en totalité fait l’objet d’un classement au titre des monuments historiques par arrêté du 24 avril 2002, en tant que propriété de la commune.